# Tchamba (Kamerun)
Tchamba (während der deutschen Kolonialzeit Tschamba benannt) ist eine Kleinstadt im Département Faro in der Region Nord in Kamerun. Die Stadt hatte während der Volkszählung 2005 1248 Einwohner.

## Geografie
Die Ortschaft liegt am Ufer des Faro, der saisonabhängig bis hierhin und weiter bis zur Mündung des Mao Déo schiffbar ist. Die Provinzialstraße P34 kreuzt hier den Fluss, wobei es allerdings keine Brücke gibt.

## Geschichte
Tchamba wurde während der deutschen Kolonialzeit aufgrund ihrer strategisch günstigen Lage als „blühend“ bezeichnet. Dies war zum einen bedingt durch den schiffbaren Faro, zum anderen führte zu dieser Zeit die wichtigste Straßenverbindung zwischen dem Süden, von Duala und Bamenda über Kontcha, und dem Norden des Schutzgebiets, etwa nach Garua, durch den Ort. Zu dieser Zeit gehörte der Ort zur Residentur Adamaua.
Im Zuge der Aufteilung des deutschen Kolonialgebiets nach Ende des Ersten Weltkriegs wurde das Gebiet bis 1960 Teil des französisch Kolonialreichs in Zentralafrika.